# Interaktivní marketing
Interaktivní marketing je formou přímého marketingu, který ke komunikaci se zákazníky využívá moderních technologií, především internetu. Umožňuje pružně reagovat na chování zákazníků.
Lze jej chápat jako marketingovou filozofii, podle které vnímaná kvalita služeb závisí na kvalitě interakce mezi zákazníkem a poskytovatelem služby. Úspěch interaktivního marketingu závisí na kvalitě jednotlivců a organizaci účastníků v procesu interakce.
Je součástí marketingového komunikačního mixu, do kterého dle Kotlera a Kellera patří:
- Reklama,
- Podpora prodeje,
- Události a zážitky,
- Public relations a publicita,
- Přímý marketing,
- Interaktivní marketing,
- Ústní šíření,
- Osobní prodej[2]

## Metody interaktivního marketingu
- Webové stránky – jsou prvním krokem, jak navázat spojení se zákazníkem. Při použití nástroje Google Analytics můžeme zjistit, co uživatelé na stránkách dělají, které nejčastěji navštěvují kategorie nebo odkud na stránku přišli. Na základě výsledků pak lze rozhodnout například o vhodnějším umístění odkazů na nejnavštěvovanější kategorie. Služba Google Analytics je poskytována zdarma.
- Blogy – představují metodu interaktivního marketingu, která je navržena tak, aby utvářela vztah mezi klientem a prodejcem. Přímý prodej produktu v tomto případě není primární. Firemní blogy mohou obsahovat novinky o aktuálním dění ve společnosti nebo zajímavé tipy určené pro vlastníky jejich produktů. Blogy také umožňují čtenářům komentovat zveřejněné příspěvky a tím utvářejí dialog se zákazníky.
- Sociální sítě – sociální sítě jako Facebook, Twitter nebo Google+ sdružují lidi podle jejich zájmů. Společnost se může účastnit diskuzí v různých skupinách, či je sama zakládat nebo organizovat diskuze ke svým produktům a službám a podílet se tak na utváření vztahů s veřejností. Prostřednictvím sociálních sítí se dá také snadno šířit reklamní sdělení.
- Internetové zpravodaje (e-newsletters) – mohou být nástrojem, jak například upozornit na zveřejnění příspěvků na blogu nebo jak informovat zákazníky o různých novinkách, akčních slevách apod. Většina společností, která se zabývá distribucí emailů vyžaduje, aby osoby uvedené na listu příjemců  se zasíláním internetového zpravodaje souhlasili. Již samotný fakt odsouhlasení přijímání zpravodajů zákazníky je interaktivním prvkem.
- Search engine marketing – je způsob oslovování zákazníků pomocí vyhledávačů, kdy se při zadání klíčového slova objeví firemní sponzorovaný odkaz mezi prvními.[3]

## Výhody interaktivního marketingu
Interaktivní marketing je prospěšný jak pro prodejce, tak i pro výrobce. Udává přímý kontakt mezi prodávajícím a kupujícím. Díky němu se mezi oběma stranami buduje dobrý vztah. Mezi jeho výhody patří:
- Zpětná vazba od kupujících, díky které může prodávající reagovat a přizpůsobovat se přáním zákazníků.
- Velmi působivá možnost, jak zpropagovat určitou značku či výrobky.
- Malé náklady a velká pravděpodobnost návratnosti investice.[4]

## Interaktivní reklama
Úspěšná interaktivní reklama znamená určitou konkurenční výhodu. Tato reklama se zákazníkem komunikuje, radí mu, zprostředkovává co nejvyšší hodnotu sdělení a postupně ho navádí k realizaci nákupu. Pasivní reklamu zákazník zpravidla nevnímá a reklama, která pro něj není zábavná, ho většinou i obtěžuje. Interaktivní reklama zprostředkovává obousměrný komunikační kanál mezi inzerentem a jejím příjemcem, což je návštěvník či potenciální zákazník.
Interaktivní reklama umožňuje včas doplnit zákazníkovi další informace a pomáhá mu rozhodnout se dříve než nutkání zakoupit produkt zmizí. Na internetu je možné zákazníkovi snadno názorně zobrazit všechny vlastnosti produktu, nabídnout také vhodné příslušenství či schéma zapojení. V neposlední řadě je také možné porovnávat jednotlivé produkty, určit výhody a nevýhody a koupit vybraný produkt online. 
Současným trendem je zaujmout potenciální zákazníky kreativními reklamními kampaněmi. Například využití rotačních bannerových systémů poskytuje poměrně přesné cílení, plánování a vyhodnocování kampaní. Hlavními výhodami jsou:
- interaktivita – zpětná vazba s uživateli
- flexibilita – dle průběžných statistik kampaně lze reagovat
- okamžitá účinnost – průběžné hodnocení kampaně
- měřitelnost – efektivitu kampaně lze měřit na základě daných ukazatelů
- multimediální sdělení – text i obraz, zvuk, animace a video
- aktivita – návštěvník může aktivně reagovat na reklamní sdělení
- komplexní informace – po kliknutí na reklamu se návštěvník dostane na webovou prezentaci společnosti či produktu s neomezeným množstvím doplňujících informací
- podpora lidské hravosti a zvídavosti – potenciální zákazník se může aktivně podílet na tvorbě reklamy, zákazník si lépe zapamatuje nabízený produkt nebo si ho rovnou zkoupí

Interaktivní reklamy (IR) mohou být ve formě:
- webové prezentace,
- interaktivní hry,
- multimediální prezentace (například videoklip).[5]